# شون غليسون (ممثل)
شون غليسون (بالإنجليزية: Seán Gleeson)‏ هو ممثل بريطاني، ولد في 6 أبريل 1965 في لندن في المملكة المتحدة.

## وصلات خارجية
- شون غليسون على موقع IMDb (الإنجليزية)
- شون غليسون على موقع قاعدة بيانات الفيلم (الإنجليزية)